# Vozvrasjtsjenie
Vozvrasjtsjenie (Russisch: Возвраще́ние), ook bekend onder de internationale titel The Return, is een Russische film van de regisseur Andrej Zvjagintsev uit 2003.

## Verhaal
Na jaren afwezigheid komt plots de vader terug in het leven van de twee jonge broers, Ivan en Andrej. De man had twaalf jaren geleden zijn gezin verlaten. De twee broers reageren verschillend op zijn terugkomst. De oudste zoon staat welwillend tegenover de zwijgzame, afstandelijke man, maar bij de jongste valt zijn autoritaire persoonlijkheid in verkeerde aarde. De volgende ochtend neemt de vader Ivan en Andrej mee om een paar dagen te gaan vissen op een onbewoond eiland. Het mysterieuze gedrag van de man roept veel vragen op bij de twee broers: is hij eigenlijk wel hun vader, waar is hij al die jaren geweest en waarom komt hij nu ineens terug?

## Achtergrond
Vozvrasjtsjenie was de eerste Russische film sinds 1962 die op het Filmfestival van Venetië een Gouden Leeuw ontving. Tevens won Vozvrasjtsjenie een Nika voor Beste Film en werd het genomineerd voor een Golden Globe in de categorie Beste Niet-Engelstalige film. 
De acteur Vladimir Garin, die de rol van de oudste broer Andrej vertolkt, verdronk een jaar na de opnamen in het Ladogameer waar de film werd opgenomen. Dit gebeurde bij het naspelen van een scène uit de film waarin zijn jongere broer aangezet wordt om van een toren in het water te springen, die dat echter weigert. In de filmscène sprong Garin wel.